# Col·legi Públic Empúries
Col·legi Públic Empúries és un edifici del municipi de l'Escala inclòs en l'Inventari del Patrimoni Arquitectònic de Catalunya.

## Descripció
Situat al bell mig del nucli urbà de la població de l'Escala, a tocar de l'extrem sud del nucli antic, davant la plaça de les Escoles i a l'inici de la ronda del Pedró.
Es tracta d'un edifici de grans dimensions, format per quatre grans cossos adossats, que li confereixen una planta en forma de L. Presenta les cobertes a dues i tres vessants de teula i està distribuït en planta baixa i pis. Els dos cossos situats als costats nord i oest són allargats i presenten uns grans finestrals rectangulars d'il·luminació a l'interior, agrupats en grups de tres a cada planta. Presenten una motllura correguda a la part inferior que enllaça els tres grups de cada nivell. L'accés a l'interior es fa pel costat nord, a través d'una porta coberta amb un petit porxo. Les altres dues crugies presenten finestrals rectangulars a la planta baixa i una filada de finestres d'arc de mig punt adovellades, al pis. Continuen mantenint la motllura correguda inferior. El cos més petit, situat al sud del conjunt, ha estat força transformat. A la planta baixa s'han substituït dos finestrals per una porta d'accés i, al pis, les obertures de mig punt han estat tapiades. Ambdues crugies presenten un sòcol de pedra a la part baixa de les façanes i una cornisa ampla i motllurada.
Posteriorment, l'escola es va anar ampliant en funció de les necessitats de l'alumnat.
Tota la construcció es troba arrebossada i pintada de blanc. A les cantoneres hi ha carreus de pedra ben desbastats.

## Història
L'Escola de Nens estava situada a l'antic Ajuntament; l'any 1889 es decideix la construcció d'un nou edifici que havia d'acollir l'Escola de Nens, l'Escola de Nenes, l'Ajuntament, el Jutjat i la Casa del Mestre. Aquest edifici no es va construir i l'escola de nois va errar per diversos emplaçaments. Paral·lelament l'Escola de Nenes va ser edificada en els anys 1889-1990 pel mestre d'obres Jaume Callol a la plaça de l'Ajuntament. Edifici que varen abandonar (2004, encara està abandonat) amb la construcció del nou equipament en els anys 30.
Les gestions per a construir un nou col·legi, varen començar l'any 1928 durant el mandat del mestre i alcalde Luís Alsina. L'Ajuntament va permutar divuit mil metres quadrats de la muntanya del Pedró per l'antiga vinya de l'Aixart, propietat de la família Puig Sureda. Finalment les obres s'adjudicaren el 1933 al projecte de l'arquitecte Rafael Sánchez Echevarria i es canvià l'emplaçament. Finalment es començà a construir l'any 1934 al solar de Josefa Roca i Guerra i va ser inaugurat per l'alcalde Josep Figueres i Fontvila, durant la República, el juny de 1936, un mes abans de l'esclat de la Guerra Civil. El col·legi va unificar l'escola de nens i nenes que fins llavors havien rebut l'educació per separat. A l'interior es conserven unes pintures murals del mestre Faro, pintades l'any 1946, dedicades a motius religiosos.
Posteriorment es va anar engrandint. Els anys 1969 i 1975 van ser ampliats a càrrec de l'arquitecte Josep Claret Rovira i també es remodelà l'any 1978. S'afegiren quatre unitats de pàrvuls al costat nord del pati, menjadors, gimnàs, pistes d'esports, etc.
L'any 1999 comencen les obres de l'actual ampliació i el 2002 s'enderroquen els afegitons, per a recuperar part de l'estructura de l'antic edifici.
Les obres d'ampliació i remodelació del Centre d'Educació Infantil i Primària "Empúries", van ser inaugurades el 30 d'abril de 2003 pel Director General de Centres Docents del Departament d'Ensenyament de la Generalitat de Catalunya, Sr. Emili Pons.
L'arquitecte gironí Josep Claret i Rovira (1908-1988) va projectar diferents obres emblemàtiques a la comarca de Girona, com la desapareguda Casa Pla (1934), el Xalet Tarrús (1935), la Casa Coll (1935) i la Casa Bech de Careda (1935), entre d'altres. El seu activisme el va portar a fundar el mític GATCPAC (Grup d'Arquitectes i Tècnics Catalans per al Progrés de l'Arquitectura) que renovarà l'arquitectura a la llum dels corrents racionalistes internacionals.
A Girona construeix l'Escorxador Turon, a l'antiga fàbrica Cárnica Prócer (1948), diverses cases plurifamiliars com la Casa Vila (1944-1947) o la Casa Teixidor (1945), i es presenta al concurs de projectes per l'edifici de la Delegació Hisenda a Girona (1954). A partir dels anys 60, més influenciat pel funcionalisme, projectà nombrosos conjunts d'apartaments a la costa.
A més de l'escola de Vilajuïga, cal destacar que l'arquitecte projectà i construí, en el mateix període, tot un seguit d'escoles que presenten una forma i estil semblant. A l'Alt Empordà hom pot trobar les següents: Escola Comarcal de la Jonquera (la Jonquera), Escola Col·legi Públic Empúries (l'Escala), Escoles de Vilamalla / CEIP Josep de Ribot i Olivas (Vilamalla), Escoles Unitàries / CEIP Marinada (Ordis), Escoles de nens i nenes (Terrades), Escola Unitària (Capmany), Escoles Nacionals / CEIP Pau (Pau), Escoles de Vila-sacra / Sala Polivalent (Vila-sacra), Escoles Noves / Escoles Nacionals (Portbou), Escola de Verges (Verges), Escola de Llançà (Llançà), Escoles d'Espolla (Espolla), Les Escoles i cases dels mestres (la Selva de Mar).